# Kamil Szarnecki
Kamil Szarnecki (ur. 8 listopada 1976 w Olecku) – polski piłkarz grający na pozycji napastnika.
Wychowanek Czarnych Olecko, w latach 1999–2000 rozegrał 19 meczów w ekstraklasie w barwach Petro/Orlenu Płock. Od jesieni 2005 ponownie zawodnik Czarnych Olecko.